# مارك أوفرمارس (لاعب كرة قدم)
مارك أوفرمارس (بالهولندية: Marc Overmars) ولد يوم 29 مارس 1973 في إيمست، وهو لاعب كرة قدم هولندي ومدير الكرة حاليًا بنادي أياكس الهولندي، ويتميز بقدرته على اللعب برجليه، ويعرف بسرعته العالية جدًّا.
لعب أوفرمارس 86 مباراة دولية مع منتخب هولندا لكرة القدم، وسجل 17 هدف دوليا. كان أوفرمارس أصغر لاعب هولندي يصل إلى 50 مباراة دولية، وقد كانت آخر مباراة دولية له هي مباراة هولندا والبرتغال، في كأس الأمم الأوروبية لكرة القدم 2004.
بدأ اللعب في ناد هولندي صغير، هو نادي أس في إيبي، وبعدها التحق بنادي فيليم تيلبورغ في موسم 1991/1992، وفي عام 1992 انتقل إلى نادي أياكس أمستردام، وفي 24 فبراير 1993 لعب أوفرمارس أول مباراة دولية له مع المنتخب الهولندي أمام تركيا، وقد كان ضمن الفريق المشارك في كأس العالم لكرة القدم 1994.
اشتهر أوفرمارس في نادي أياكس أمستردام على يد المدرب لويس فان غال، وقد كان أحد أعضاء الفريق الذي فاز في دوري أبطال أوروبا 1995 أمام نادي إيه سي ميلان، وفي عام 1996 أصيب أوفرمارس إصابة خطيرة في ركبته اليمنى مما أبعده عن المشاركة في كأس الأمم الأوروبية لكرة القدم 1996. في صيف 1997 انتقل إلى نادي آرسنال الإنجليزي بعد توصية من المدرب أرسين فينغر.
قدم أوفرمارس أداء ممتازا مع النادي اللندني، وسجل العديد من الأهداف، وكان أحدها هدف الفوز في نهائي كأس الاتحاد الإنجليزي لكرة القدم أمام نادي مانشستر يونايتد في المباراة التي انتهت بهدف مقابل لا شيء في الأولد ترافورد (الإنجليزية Old Trafford)، في مانشستر. في كأس العالم لكرة القدم 1998 شارك أوفرمارس مع منتخب هولندا وحصل على المركز الرابع في كأس العالم.
في صيف 2000 انتقل أوفرمارس إلى نادي برشلونة الإسباني مقابل 25 مليون جنيه أسترليني، وهي أغلى سعر قدم للاعب هولندي، وبالرغم من البداية السيئة مع برشلونة، استطاع أوفرمارس أن يقدم مباريات رائعة، إلا أنه لم يمنح فرصة حصد أي لقب مع نادي برشلونة، وقد شارك في كأس الأمم الأوروبية لكرة القدم 2004 في البرتغال، إلا أنه كان يبدأ احتياطيًّا في جميع المباريات، بالرغم من تأثيره على أداء فريقه لدى دخوله كلاعب بديل.
اعتزل في 26 يوليو 2004 بسبب مشاكله في الركبة، ولكنه تراجع عن قراره وعاد إلى اللعب مرة أخرى عام 2008 ولعب موسم واحد مع فريق جو أهيد إيجلز الهولندي شارك حوالي 844 دقيقة خلال 24 مباراة قبل الاعتزال مجددًا .. وفي عام 2012 عيِّن مدير الكرة بنادي أياكس.

## مسيرته الكروية
لعب مارك أوفرمارس خلال مسيرته الاحترافية مع 5 أندية في خمسة عشر موسمًا وسجل خلالها 78 هدفًا ضمن 398 مباراة. حيث فاز في موسمين بالكأس وفي أربعة مواسم بالدوري.
خاض مارك أوفرمارس مسيرته مع نادي غو أهد إيغلز في موسم 1990–91 في المرة الأولى لمدة موسم واحد ثم في موسم 2008–09 لمدة موسم واحد، مشاركًا طوالها في 35 مباراة سجل خلالها هدفًا واحدًا. ثم انتقل إلى نادي فيلم تو تيلبورغ في موسم 1991–92 لمدة موسم واحد، حيث شارك في 31 مباراة سجل خلالها هدفًا واحدًا أيضًا. لينتقل بعدها إلى نادي أياكس أمستردام في موسم 1992–93 ليلعب معه خمسة مواسم، مشاركًا في 135 مباراة سجل خلالها 36 هدفًا. ثم انتقل إلى نادي أرسنال في موسم 1997–98 واستمر معه طيلة ثلاثة مواسم، مشاركًا في 100 مباراة سجل خلالها 25 هدفًا. هذا وانتقل لاحقًا إلى نادي برشلونة في موسم 2000–01 ليلعب معه أربعة مواسم، مشاركًا في 97 مباراة سجل خلالها 15 هدفًا.

## روابط خارجية
- مارك أوفرمارس على موقع الاتحاد الدولي (مؤرشف)  (الإنجليزية)
- مارك أوفرمارس على موقع الاتحاد الأوربي (الإنجليزية)
- مارك أوفرمارس على موقع قاعدة بيانات كرة القدم.إي يو (الإنجليزية)
- مارك أوفرمارس على موقع ليكيب (الفرنسية)
- مارك أوفرمارس على موقع ناشيونال فوتبول تيمز (الإنجليزية)
- مارك أوفرمارس على موقع Soccerbase.com (لاعب) (الإنجليزية)
- مارك أوفرمارس على موقع Soccerway.com (الإنجليزية)
- مارك أوفرمارس على موقع عالم كرة القدم.نت (الإنجليزية)
- مارك أوفرمارس على موقع كووورة